# Фонд Чини

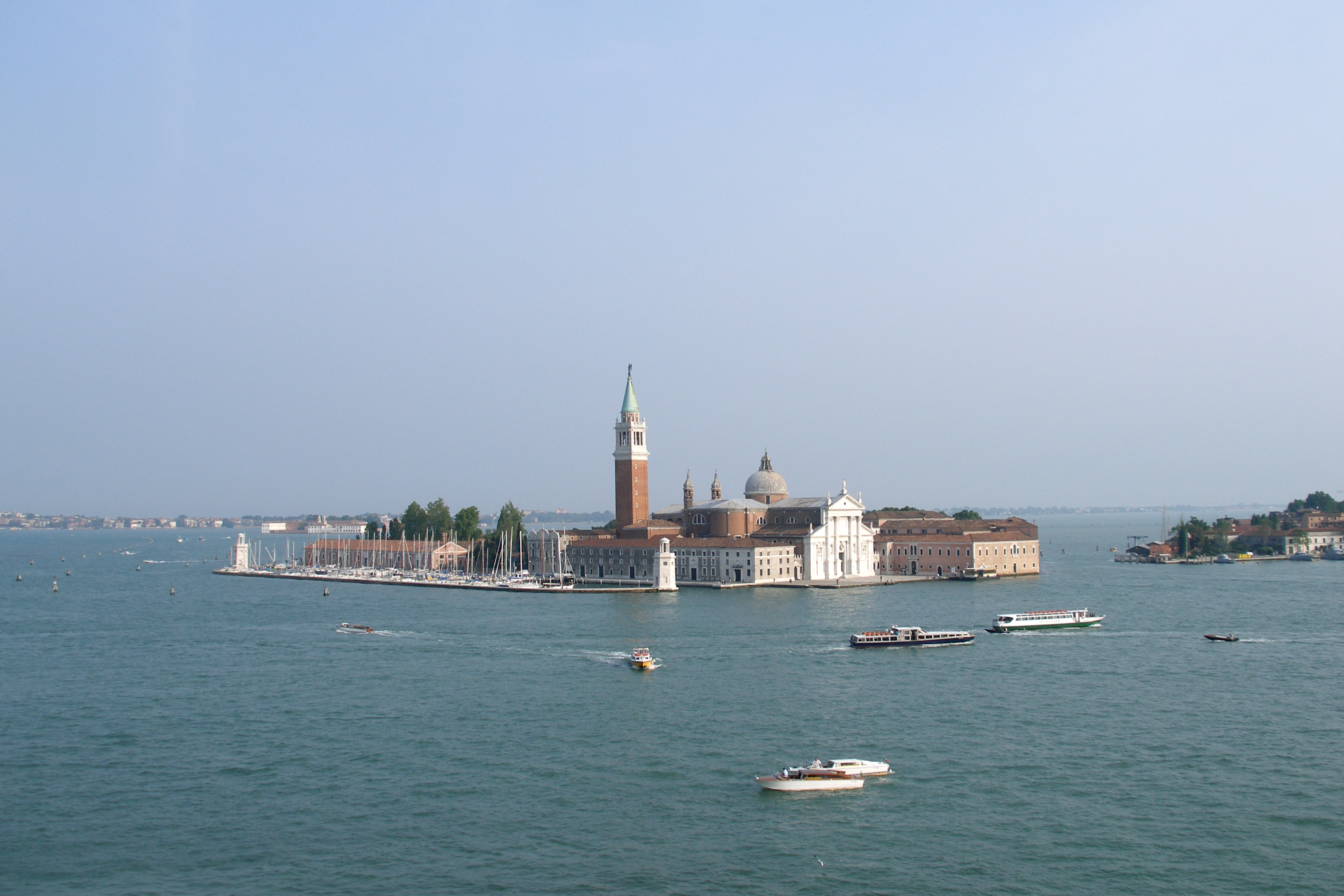
Венеция. Остров Сан-Джорджо-Маджоре

Фонд Джорджио Чини (итал. La Fondazione Giorgio Cini) — культурный фонд, основанный промышленником и политиком графом Витторио Чини (1885—1977) 20 апреля 1951 года в память о Джорджио Чини, его сыне, погибшем в авиакатастрофе недалеко от Канн, Франция, 31 августа 1949 года. Основное помещение фонда расположено в бывшем монастыре на острове Сан-Джорджо Маджоре в Венеции. Фонд субсидирует большую коллекцию исторических документов и произведений искусства. Фонд также является домом для Школы Сан-Джорджо по изучению венецианской культуры, академического центра по изучению вклада Венецианской республики в европейскую цивилизацию. Помимо собственной исследовательской деятельности, выставок, конференций и концертов, Фонд проводит конгрессы и конференции квалифицированных научных и культурных организаций, а также выступает организатором инициатив, имеющих первостепенное значение в области международных отношений (прежде всего, двух встреч «Большой семерки», состоявшихся в 1980 и 1987 годах).

## История
У Витторио Чини были длительные отношения с итальянской фашистской партией, куда он вступил в 1926 году, и занимал влиятельные должности в правительстве и промышленности на протяжении десятилетий правления Бенито Муссолини. В начале 1943 года он был назначен в Министерство связи, но вскоре ушел в отставку, публично осуждая очевидное плачевное состояние государства. Он присоединился к заговору против Муссолини, а после нацистской оккупации Северной Италии был арестован СС и отправлен в концентрационный лагерь Дахау. Переведённый в больницу, его сын Джорджио смог добиться его освобождения, подкупив чиновников бриллиантами и драгоценностями. Джорджио также успешно лоббировал против юридического исключения старшего Чини из политической деятельности, утверждая, что его окончательный разрыв с Муссолини смягчил его долгие годы сотрудничества.

## Цель и состав коллекций фонда
Основанный 20 апреля 1951 года, фонд является центром искусства и культуры, «целью которого является содействие реставрации монументального комплекса на острове Сан-Джорджо-Маджоре и поощрение создания и развития образовательных, социальных, культурных и художественных учреждений на его территории, при необходимости в сотрудничестве с существующими городскими учреждениями».
Часть первоначальной цели Фонда состояла в восстановлении монастыря, который был разрушен Наполеоном и позже использовался австрийской армией, затем итальянской армией, и восстановлении острова в контексте культурной истории Венеции. Ныне на острове находится историческая библиотека, около 15 000 томов, архив рукописей и коллекция документов по истории, музыке, театру и изобразительному искусству. Это также место для выставок, концертов и деловых встреч.
Значительная часть художественной коллекции находится в Палаццо Лоредан-Чини, дворце на Гранд-канале в венецианском районе Дорсодуро.

## Библиотека
Фонд владеет рукописями и письмами известных деятелей театральной и литературной жизни Италии на рубеже девятнадцатого и двадцатого веков, включая Арриго Бойто, Элеонору Дузе, Габриэле Д’Аннунцио, Джованни Пасколи, Джан Франческо Малипьеро и Диего Валери (поэт). Коллекция Малипьеро включает библиотеку композитора, а также партитуры, переписку и множество музыкальных автографов. Фонд также хранит большую часть музыки Нино Роты, включая коллекцию эскизов.
В библиотеку фонда входят разделы по истории Венеции, литературе, музыке, театру и мелодраме, об отношениях Венеции с Востоком, а также о сравнительном религиоведении и истории цивилизаций.
Самым значимым является раздел, посвященный истории искусства. Это библиотека, насчитывающая более 150 000 томов и около 800 наименований, из которых более 200 являются современными, является одной из самых богатых специализированных библиотек по истории искусств, принадлежащих итальянскому учреждению, уступая только Библиотеке археологии и истории искусств (BiASA) Палаццо Венеция в Риме, которая, однако, также собирает тома по археологии и, безусловно, является наиболее богатой по материалам, касающимся венецианского искусства.
Фонд также поддерживает архив «Sedrim».

## Форестерия
Гостевой дом (итал. Foresteria) — это эксклюзивные гостевые помещения, которые были построены для друзей Чини и зарезервированы для важных гостей, посещающих встречи в Фонде Чини. Это место, наполненное ценными произведениями искусства и открывающее вид на площадь Святого Марка и Дворец дожей, посещали главы государств, включая Джимми Картера, Маргарет Тэтчер, Рональда Рейгана, Франсуа Миттерана, Романо Проди, Карло Адзельо Чампи и короля Испании Хуана Карлоса I.

## Организации Фонда
В настоящее время действующими институтами и центрами Фонда Чини являются:
- Институт истории искусств (с 1954 г.)
- Институт истории венецианского общества и государства (с 1955 г.)
- Семинары по старинной музыке (с 1976 г.)
- Институт музыки (с 1985 г.)
- Итальянский институт Антонио Вивальди (с 1978 г.)
- Межкультурный институт сравнительных музыкальных исследований (с 1999 г.)
- Институт театра и мелодрамы (с 2007 г.)
- Центр сравнительных исследований цивилизаций и духовности (с 2012 г.)
- Центр изучения стекла (с 2012 г.)
- Анализ и регистрация культурного наследия в АРХИВЕ Венецианского центра (с 2018 г.)

## Лабиринт Борхеса
За Кипарисовым монастырём острова Сан-Джорджо находится «Лабиринт Борхеса» — реконструкция сада-лабиринта, спроектированного Рэндоллом Коутом, вдохновлённым рассказом Хорхе Луиса Борхеса «Сад расходящихся тропок». Лабиринт, созданный по предложению Педро Мемельсдорфа Фондом Джорджио Чини в сотрудничестве с Международным фондом Хорхе Луиса Борхеса, был открыт 14 июня 2011 года, через 25 лет после смерти аргентинского писателя.